# Live 2000
Live 2000 — концертный альбом группы «Король и Шут».

## История
Прошёл концерт 25 марта 2000 года в ДК КИИГА. «Король и Шут» играл второе отделение, первое — Егор Летов с акустическим выступлением, которого нет на диске. Фанатское название — «пьяный концерт».

## Критика
| Оценки критиков | Оценки критиков |
| Источник        | Оценка          |
| --------------- | --------------- |
| Intermedia      | [ 4 ]           |

На портале Intermedia Алексей Мажаев отметил, что «запись этого культового концерта хорошо знакома верным поклонникам „Короля и шута“, а теперь благодаря изданию в цифре его могут услышать все желающие». Особенно порекомедовал услышать тем, кто начал слушать «Горшка и Ко» после выхода сериала «Король и Шут».
Качество записи и состояние музыкантов Алексей назвал «бедовыми». Исполнение своих хитов группой он назвал «непривычными версиями». Он сказал: «Хорошо, что мы давно выучили слова этих композиций, а то бы не разобрали половину в той звуковой каше, которую воспроизводили артисты на сцене».
Алексей Мажаев пометил в этом нечто «подлинное»: парни рубятся «по чесноку», и Горшок требует от зрителей кидать в него не пустые, а полные банки с пивом. Звук записи альбома Мажаев сравнил со звуком на кассете «после пятого переписывания». И только партии скрипки Маши Нефёдовой, по мнению Алексея, воспроизводят альбомные версии, а остальные музыканты импровизируют. Тут Мажаев выделил первый куплет «Куклы колдуна», спетый и сыгранный вполне чисто. А песня «Прыгну со скалы», по его мнению, полностью лишилась своей трагической составляющей: «в припевах все подпевают так старательно и так нестройно, что сложно удержаться от смеха, несмотря на серьёзность темы».
По мнению Алексея, запись сочится «молодецкой энергией». Он утверждает, что после прослушивания не скажешь, что «Король и Шут» слишком хитовые и попсовые для панка.

## Список композиций
Все тексты написаны Андреем Князевым, кроме отмеченных, вся музыка написана Михаилом Горшенёвым, кроме отмеченных.
| №                   | Название                  | Текст песни         | Музыка              | Длительность |
| ------------------- | ------------------------- | ------------------- | ------------------- | ------------ |
| 1.                  | «Ели мясо мужики»         |                     |                     | 2:19         |
| 2.                  | «Внезапная голова»        |                     |                     | 2:25         |
| 3.                  | «Валет и дама»            |                     |                     | 3:00         |
| 4.                  | «Отец и маски»            |                     |                     | 3:02         |
| 5.                  | «Садовник»                |                     |                     | 2:46         |
| 6.                  | «Паника в селе»           |                     |                     | 3:12         |
| 7.                  | «Смельчак и ветер»        |                     |                     | 2:29         |
| 8.                  | «Охотник»                 |                     |                     | 2:44         |
| 9.                  | «Кукла колдуна»           |                     | А. Князев           | 3:03         |
| 10.                 | «Злодей и шапка»          |                     |                     | 2:16         |
| 11.                 | «Леший обиделся»          |                     |                     | 2:20         |
| 12.                 | «Дурак и молния»          |                     |                     | 2:03         |
| 13.                 | «Мария»                   |                     |                     | 3:15         |
| 14.                 | «Шар голубой»             | Народный            | Народная            | 1:26         |
| 15.                 | «Мотоцикл»                |                     | А. Балунов          | 2:58         |
| 16.                 | «Прыгну со скалы»         |                     | А. Князев           | 3:41         |
| 17.                 | «Два вора и монета»       |                     |                     | 2:24         |
| 18.                 | «Два друга и разбойники»  |                     |                     | 2:28         |
| 19.                 | «Лесные разбойники»       |                     | А. Князев           | 2:25         |
| 20.                 | «От женщин кругом голова» |                     |                     | 1:49         |
| Общая длительность: | Общая длительность:       | Общая длительность: | Общая длительность: | 52:05        |

## Участники записи

### Музыканты
- Михаил «Горшок» Горшенёв — вокал;
- Андрей «Князь» Князев — вокал, акустическая гитара;
- Александр Балунов — бас-гитара, вокал;
- Яков Цвиркунов — гитара, вокал;
- Мария Нефёдова — скрипка;
- Александр Щиголев — барабаны.

### Остальные участники
- Павел Сажинов — звукорежиссёр;
- Александр Гордеев — директор группы;
- Андрей Пасичник и Евгений Глыбин — организаторы концерта;
- Владимир Бакун — кинооператор, звук;
- Tipash — ремастеринг;
- Максим Гавронский — художник, дизайн;
- Андрей Пасичник — исполнительный продюсер[2].